# NN-47
La carretera NN-47 es una vía departamental secundaria de Nicaragua ubicada en el departamento de Madriz. Su recorrido conecta las localidades de San Lucas y Las Sabanas, atravesando un tramo rural en dirección norte-sur.

## Trazado y cruces
La siguiente tabla resume los principales puntos por los que atraviesa la NN-47, incluyendo cruces relevantes y localidades intermedias:
| km   | Localidad   | Departamento | Conexión / Ruta |
| ---- | ----------- | ------------ | --------------- |
| 0,0  | San Lucas   | Madriz       | NN 44           |
| 5,8  | Cacaulí     | Madriz       |                 |
| 11,6 | Las Sabanas | Madriz       |                 |